# 戈尔德贝格
戈尔德贝格（德語：Goldberg，發音：[ˈɡɔltˌbɛʁk] ⓘ）是德国梅克伦堡-前波美拉尼亚州路德维希斯卢斯特-帕尔希姆县的城市，面积64.72平方千米，2023年12月31日人口为3,372人。